# Victoria de Durango
Victoria de Durango (eller bara Durango) är en ort och kommun i centrala Mexiko och är den administrativa huvudorten för delstaten Durango. Centralorten har cirka 565 000 invånare (2014). Durango grundades år 1563.